# Nichols Maulbrüter
Nichols Maulbrüter (Pseudocrenilabrus nicholsi, Syn.: Haplochromis ventralis, Paratilapia nicholsi) ist ein afrikanischer Buntbarsch, der in der Demokratischen Republik Kongo von Yangambi am mittleren Kongo bis zum Upembasee in der Provinz Katanga vorkommt. Die Art wurde nach dem amerikanischen Ichthyologen John Treadwell Nichols benannt.

## Merkmale
Die Männchen von Nichols Maulbrüter werden maximal 10 cm lang, Weibchen bleiben kleiner. Nichols Maulbrüter hat eine typische Buntbarschgestalt und ist mäßig hochrückig. Weibchen und Jungfische sind bronzefarben bis silbrigbraun. Ein dunkler Strich zieht sich vom Maulwinkel zum Auge. Mehrere Flecken liegen in einer Reihe auf der Körpermitte zwischen Kiemendeckel und Schwanz, ein weiteres Band aus kleineren Flecken liegt darüber. 
Ausgewachsene Männchen bekommen einen dunklen, bronzefarbenen Kopf, während der Körper metallisch blau wird und mehrere Längsreihen roter Punkte zeigt. Die Punkte liegen jeweils auf der Schuppenbasis und vereinen sich im hinteren Drittel des Körpers zu drei roten, waagerecht verlaufenden Streifen. „Wangen“ und Unterlippe sind blau. Die Rückenflosse läuft spitz aus und der hartstrahlige Teil hat eine breiten, schwarzen Saum, der vorne sehr breit ist und nach hinten immer schmaler wird. Der weichstrahlige Abschnitt ist vorwiegend rot mit blauen Punkten und Linien. Die Afterflosse ist rot und blau gefärbt. Die Bauchflossen sind sehr lang und dunkelrot bis schwarz und haben eine hellblaue Vorderkante. Schwanzflosse ist abgerundet und zeigt blaue und rote Punkte entlang der Flossenstrahlen. Männchen werden mit zunehmendem Alter hochrückiger.